# L'Impartial (Suisse)
Pour les articles homonymes, voir L'Impartial.
L’Impartial est un quotidien suisse fondé à La Chaux-de-Fonds, dans le canton de Neuchâtel, en 1881. Il fait partie du ESH Médias, propriété de Philippe Hersant. Le titre fusionne en janvier 2018 avec L'Express, son homologue du bas du canton (de Neuchâtel), pour devenir ArcInfo.

## Histoire du journal

### 1881 - 1925, fondation et débuts de l'Impartial

#### Fondation du Journal par les frères Courvoisier
« En publiant le journal L’Impartial, nous croyons combler une lacune qui existe dans notre presse locale et cantonale. Jusqu’à ce jour, la population de La Chaux-de-Fonds en particulier, n’avait pas un journal qui lui appartint réellement et nous pensons répondre aux vœux qui nous ont été exprimés par un grand nombre des habitants de notre cité industrielle en fondant L’Impartial, qui, comme son titre l’indique suffisamment, restera complètement étranger aux luttes de partis. » : c’est ainsi que l’éditeur présente L’Impartial dans un numéro spécimen publié le 27 décembre 1880, quelques jours avant son lancement officiel le 1er janvier 1881.
Les éditeurs de L’Impartial ne sont pas des novices dans le domaine de l’édition. Paul (1832-1911) et Alexandre (1834-1913) Courvoisier sont déjà éditeurs de la Feuille d’Avis des Montagnes publiée au Locle et dont la fondation par leur grand-père, Philipe Courvoisier, date de 1806. De plus, ils avaient ouvert une succursale de leur imprimerie à La Chaux-de-Fonds quelques années auparavant.
L’Impartial trouve rapidement son public. Arborant le sous-titre Résumé des nouvelles et feuilles d’annonces, le quotidien chaux-de-fonnier, qui paraît tous les jours, sauf le dimanche, est imprimé à 3 000 exemplaires, nombre qui aura doublé à l’aube du XXe siècle. Les six pages qui composent L’Impartial des débuts accueillent des articles de fond, des chroniques locales, cantonales et fédérales, des informations étrangères et un feuilleton, qui verra Alfred Bichet être son premier rédacteur.
L’année 1882 marque pour L’Impartial la fin de la collaboration professionnelle entre Paul et Alexandre Courvoisier : le premier prend seul la direction de la Feuille d’Avis des Montagnes tandis qu’Alexandre continue en tant qu’éditeur de L’Impartial. Il sera rejoint dès 1909 par ses deux fils, Henri (1870-1940) et Paul (1880-1934). Henri Courvoisier sera par ailleurs le fondateur en 1900 de la Revue internationale de l’horlogerie.
Dès 1910, L’Impartial tire deux éditions : l’une du matin, destinée au canton de Neuchâtel, au Jura bernois, au canton de Vaud, aux abonnés en Suisse et à l’étranger, l’autre du soir, réservée à La Chaux-de-Fonds. Paul-Henri Cattin (1881-1924) en est le rédacteur en chef dès 1921, auquel lui succède dès 1923 Paul Bourquin, secondé par Arnold Gerber.

## 1926 - 1969, développement industriel et fin de l’exclusivité des Courvoisier à la direction
En 1926, l’entreprise devient société anonyme. Le conseil d’administration est présidé par Henri Courvoisier jusqu’à sa mort en 1940. Entré à L’Impartial en 1928, son gendre Guido Essig-Courvoisier (1897-1956) lui succède, en devenant l’administrateur-délégué et le président du conseil d’administration. Guido Essig-Courvoisier  créera le département d’héliogravure, dont les réalisations philatéliques apporteront une bonne réputation au journal. Les maris des deux filles d’Henry et de Paul Courvoisier, Willy Gessler et Marcel Lévy prennent de plus en plus d’importance dans l’entreprise. Le premier est en effet administrateur et directeur de l’imprimerie et du journal tandis que le second a la partie héliogravure sous sa responsabilité. Ce quasi-monopole de la famille Courvoisier dans la direction de l’Impartial cessera en 1976, année durant laquelle Roger Vuilleumier prendra la direction de la société et deviendra l’éditeur de L’Impartial, tandis que les deux filles d’Henry et de Paul Courvoisier deviendront administratrices de la société.
En 1956, à l’heure de fêter ses 75 ans, L’Impartial imprime dans ses locaux de la place du Marché à La Chaux-de-Fonds près de 22 000 exemplaires quotidiens.

### 1969 - 2002, une fin de siècle marquée par les changements

#### L’ère Baillod /Blum
Paul Bourquin laisse en 1963 le poste de rédacteur en chef dans les mains de Pierre Champion, auquel succède le 1er octobre 1969 Gil Baillod. Ce dernier, qui restera commandes durant trois décennies, marquera la ligne éditoriale de L’Impartial de par son caractère et sa plume bien trempée. En mars 1987, il devient même, avec l’horloger Pierre-Alain Blum, le propriétaire de L’Impartial. Sous sa direction, L’Impartial – qui a absorbé en 1967 la Feuille d’Avis des Montagnes –se modernise, se dote de moyens rédactionnels plus importants et introduit la couleur dans ses pages.

#### Reprise de l’Impartial par Gassman et Publicitas
D’une manière générale, le début des années 1990 va s’avérer très difficile pour les médias. L’Impartial n’échappe pas au mouvement de ralentissement économique et se voit forcer de remodeler son capital en 1992 : la majorité (55 %) est acquise par Willy Gassmann, propriétaire du Journal du Jura et du Bieler Tagblatt, le solde étant détenu par Publicitas Holding SA (40 %) et Gil Baillod (5 %).

#### Rapprochement rédactionnel entre L’Express et L’Impartial
Toujours en 1992, une lettre d’intention est signée entre les partenaires de l’Express et de l’Impartial. 4 années plus tard – en juin 1996 – le rapprochements avec l'Express commence à prendre véritablement forme, les différentes facettes de l’édition se mélangeant peu à peu. Gil Baillod, alors rédacteur en chef de L’Impartial, devient directeur des rédactions des deux quotidiens.

#### Création de la Société Neuchâteloise de Presse
Dans l’optique du rapprochement précédemment initié, L’Impartial est dorénavant imprimé sur la rotative de Neuchâtel. Le processus de se poursuit, avec la création en 1999 de la Société Neuchâteloise de Presse, qui intègre les deux titres au sein d’une même société éditrice.

### 2002 - aujourd'hui, sous l'égide de Philippe Hersant
Le 8 mars 2002, la totalité du capital-actions de l'Impartial est vendue à Philippe Hersant, éditeur de quotidiens régionaux en France, qui développe un groupe de presse en Suisse sous la raison sociale ESH Médias.

#### Sous le sceau de la collaboration
Ainsi, l'avenir des deux quotidiens neuchâtelois est désormais lié, entre eux tout d'abord, mais aussi et surtout à l'inter-cantonal. Ces nouvelles collaborations commenceront d’abord avec leur homologue biennois, et ce dès le 1er juin 2003, lorsque L’Express, L’Impartial et le Journal du Jura resserrent leurs liens rédactionnels en mettant en commun leur réseau de correspondants dans le Jura et le Jura bernois.
Cette collaboration va s’intensifier dès le 6 février 2007 : les trois quotidiens – qui affichent l’enseigne « Arc Presse » à côté de chacun de leur titre – comportent désormais des pages communes pour les rubriques « Suisse », « économie » et « monde », et développent une coopération pour les pages « sports » et « culture/société ». Cette collaboration sera élargie aux autres titres du groupe ESH Médias, Le Nouvelliste et La Côte (dès 2011), puis à La Liberté de Fribourg (dès 2016).
Dès 2008, le rapprochement du monde romand de l’information se ne limite plus aux journaux papiers avec l’inclusion de la télévision régionale Canal Alpha. Forts de cette nouvelle collaboration L’Express, L’Impartial et Canal Alpha lancent le 9 septembre 2008 la plateforme multimédia arcinfo.ch. Les articles des deux titres neuchâtelois et les reportages de la télévision régionale y sont alors réunis sur un site internet unique. Canal Alpha quittera cette collaboration en 2011, laissant ainsi L’Express et L’Impartial comme seuls contributeurs d’arcinfo. Le 7 décembre 2010, le site arcinfo.ch fait peau neuve et devient partiellement payant. Les abonnés ont accès à l'intégralité des articles, la partie gratuite se limitant au fil d'information en continu.
Le 4 juin 2013, l'intégralité de leurs archives numériques est mise en ligne gratuitement à disposition du public. Seuls les derniers mois ne sont accessibles qu'aux abonnés. La Société neuchâteloise de presse, qui édite le journal, en collaboration avec la Bibliothèque publique et universitaire de Neuchâtel et la Bibliothèque nationale suisse, ont mis 5 ans pour archiver 275 années de parutions de L'Express et 123 années de parutions de L'Impartial. L'opération a coûté plus d'un million de francs. Les archives photographiques de l'Express sont en partie conservées à la Bibliothèques de La Chaux-de-Fonds.

#### Réunion de L’Express et L’Impartial en ArcInfo
Le 22 janvier 2018 voit le dernier numéro paraître sous le titre L’Impartial. Dès le 23 janvier, L’Impartial et l’Express sont réunis en une seule et même édition sous le titre ArcInfo.